# Walmajarri (språk)
Walmajarri är ett australiskt språk som talades av 860 personer år 1996. Walmajarri talas i Väst-Australien. Walmajarri tillhör de sydvästra pama-nyunganska språken.

## Talare
Språket hade 860 talare 1996.
Samhällen med Walmajarri befolkning är: Bayulu, Djugerari (Cherrabun), Junjuwa (Fitzroy Crossing), Looma, Millijidee, Mindibungu (Bililuna), Mindi Rardi (Fitzroy Crossing), Mulan, Ngumpan, Wangkajungka (Christmas Creek), Yakunarra och Yungngora.
Walmajarrifolket bodde en gång i tiden i Stora Sandöknen. Påföljande händelser ledde dem till de stora boskapsrancherna, småstäderna och missionerna norrut och spred ut dem över ett brett område. Det geografiska avståndet har gett upphov till existensen av ett flertal dialekter som ytterligare har polariserats från varandra på grund av isolering och påverkan från grannspråk.

## Fonologi

### Vokaler
|        | Mjuka | Hårda |
| ------ | ----- | ----- |
| Slutna | i, iː | u, uː |
| Öppna  | a, aː | a, aː |

### Konsonanter
|             | Peripheral | Peripheral | Laminal  | Apical    | Apical |
| Bilabial    | Velar      | Palatal    | Alveolar | Retroflex |        |
| ----------- | ---------- | ---------- | -------- | --------- | ------ |
| Klusil      | p          | k          | c        | t         | ʈ      |
| Nasal       | m          | ŋ          | ɲ        | n         | ɳ      |
| Lateral     |            |            | ʎ        | l         | ɭ      |
| Rhotik      |            |            |          | r         |        |
| Approximant | w          | w          | j        |           | ɻ      |